# Голливудский масонский храм
Голливудский масонский храм (англ. Hollywood Masonic Temple) — масонский храм в Голливуде, Лос-Анджелес, США. Храм построен в 1922 году. Храм входит в список Национальный реестр исторических мест с 28 февраля 1985 года. В разное время храм использовался как масонская ложа, театр оперетты и ночной клуб.

## История
В 1922 году голливудская масонская ложа переехала из своего старого помещения в новое, в театр Долби. Строительство нового трехэтажного здания возглавлял мастер ложи Чарльз Э. Тоберман, который участвовал в строительстве Голливуд-боул, китайского театра Граумана, отеля Рузвельт и здания Max Factor. Изначально на оригинальное здание было потрачено 176 678 $. 56 421 $ было потрачено на покупку мебели и светильников, и 36 295 $ на покупку лота. Тоберман с компаньоном Чарльзом Боугом организовали «Голливудский масонский клуб», который частично финансировался из членских масонских взносов. На строительство здания выделялось по 100 $ с каждого членского взноса масона.
Когда новый храм был открыт, то он стал одним из самых значительных сооружений в Голливуде. Он имел бильярдную, орган, женский кабинет, банкетный зал и помещения лож. Один автор описал здание, как: непревзойденное по красоте, привлекательности и богатству внутреннего убранства. Архитектор, Джон С. Остин, также работал на возведении Shrine Auditorium, Гриффитской обсерватории и Лос-Анджелесской мэрии.
Большой бальный зал был открыт в феврале 1923 года. Во время открытия была представлена новая программа танцовщицы Люсиль Минс «Эволюция танца». Многие представители артистической элиты Голливуда на протяжении многих лет были масонами, в том числе Оливер Харди, Гарольд Ллойд, Дуглас Фэрбенкс, Уильям Филдс, Сесил Демилль, Дэвид Гриффит, Джон Уэйн, Рой Роджерс и Джин Отри.
Во время Великой депрессии многие из масонов потеряли свои сбережения, и масоны были вынуждены сдавать помещения на первом этаже для нужд социального клуба. После Второй мировой войны масоны возобновили в полной мере использование храма. В 1948 году более 300 человек собрались в масонском храме, чтобы присутствовать на поминальной службе по Дэвиду Гриффиту. В 1969 году старый масон Гарольд Ллойд был удостоен в свою честь церемонии, когда его имя было помещено на Голливудской «Аллее славы», непосредственно перед масонским храмом.